# Storbritanniens Grand Prix 1956
Storbritanniens Grand Prix 1956 var det sjätte av åtta lopp ingående i formel 1-VM 1956.  

## Resultat
- Juan Manuel Fangio, Ferrari, 8 poäng
- 2 Alfonso de Portago, Ferrari[1] 3
- = Peter Collins, Ferrari[1] 3
- 3 Jean Behra, Maserati, 4
- 4 Jack Fairman, Connaught-Alta, 3
- 5 Horace Gould, Gould's Garage (Maserati), 2
- 6 Luigi Villoresi, Luigi Piotti (Maserati)
- 7 Cesare Perdisa, Maserati
- 8 Paco Godia, Maserati
- 9 Robert Manzon, Gordini
- 10 Eugenio Castellotti, Ferrari[2]
- = Alfonso de Portago, Ferrari[2]
- 11 Bob Gerard, Bob Gerard (Cooper-Bristol)

### Förare som bröt loppet
- Stirling Moss, Maserati (varv 94, drivaxel)
- Harry Schell, Vanwall (86, bränslesystem)
- Desmond Titterington, Connaught-Alta (74, motor)
- Maurice Trintignant, Vanwall (74, bränslesystem)
- Hermano da Silva Ramos, Gordini (71, drivaxel)
- Peter Collins, Ferrari[3] (64, oljetryck)
- Roy Salvadori, Gilby Engineering (Maserati) (59, bränslesystem)
- Tony Brooks, BRM (39, olycka)
- Mike Hawthorn, BRM (24, transmission)
- Bruce Halford, Bruce Halford (Maserati) (23, motor)
- Louis Rosier, Ecurie Rosier (Maserati) (23, elsystem)
- Umberto Maglioli, Scuderia Guastalla (Maserati) (21, växellåda)
- Archie Scott-Brown, Connaught-Alta (16, transmission)
- Paul Emery, Emeryson-Alta (12, tändning)
- Jack Brabham, Brabham (Maserati) (4, motor)
- Ron Flockhart, BRM (2, motor)
- José Froilán González, Vanwall (0, transmission)